# Ardón, Spanien
Ardón är en ort och kommun i Spanien.   Den ligger i provinsen Provincia de León och regionen Kastilien och Leon, i den norra delen av landet, 270 km nordväst om huvudstaden Madrid. Antalet invånare är 614. Arean är 49 kvadratkilometer. Ardón gränsar till Chozas de Abajo, Vega de Infanzones, Campo de Villavidel, Cabreros del Río, Villamañán och Valdevimbre. 
Terrängen i Ardón är platt.